# Gueschart
Gueschart település Franciaországban, Somme megyében. Lakosainak száma 368 fő (2022. január 1.). Gueschart Le Boisle, Boufflers, Brailly-Cornehotte, Maison-Ponthieu, Neuilly-le-Dien, Noyelles-en-Chaussée és Vitz-sur-Authie községekkel határos.

## Népesség
A település népességének változása:
| Lakosok száma | 307  | 299  | 321  | 335  | 353  | 361  | 371  | 376  | 368  |
|               | 2013 | 2015 | 2016 | 2017 | 2018 | 2019 | 2020 | 2021 | 2022 |